# مارك هيتر (أكاديمي)
مارك هيتر (بالإنجليزية: Mark Hayter)‏ (مواليد 7-تشرين الثاني-1963) وهو أكاديمي بريطاني. وهو أيضاً أستاذ جامعي للتمريض في جامعة هل.يعمل كمحرر لمجلة التمريض المتقدم ولقد شغل مجالس التحرير لكل من مجلة التمريض المدرسي,مجلة التدخلات التمريضية و مجلة توقعات التمريض. كما أن هيتر مشهور جداً بأبحاثه المتعلقة بالصحة الجنسية و التي تتضمن الصحة النفسية الجنسية,الصحة الإنجابية للمراهقين، التنظيم الأسري، استشارات منع الحمل وفيروس نقص المناعة. ولقد كان هيتر عضواً مؤسساً في لجنة لانسيت للتمريض.

## التعليم
هيتر هو ممرض قانوني, حاصل على شهادة البكالوريس في الأبعاد الاجتماعية للصحة من جامعة هالام شيفيلد, و شهادة الماجستير في التمريض السريري من جامعة شيفيلد و أيضاً شهادة الدكتوراة من جامعة شيفيلد.

## الحياة المهنية
هيتر هو مساعد عميد الأبحاث لكلية علوم الصحة في جامعة هل.كما أنه خبير عالمي في البحث النوعي,و قد قدم توجيهات استشهد فيها للغاية في هذا الموضوع.كما أن هيتر مساهم منتظم عبر مواقع المحادثات الإلكترونية قائلاً بأنه يجب على الممرضين أن يأخذوا الاختبار الذاتي لفيروس نقص المناعة حتى يكونوا قدوة لمرضاهم.و هو أيضاً مساهم منتظم في جريدة الجاردن للتشيجع على خدمة الصحة الوطنية و ذلك لدعم زيادة و جودة تدريب الممرضين.

## الجوائز والتقديرات
يعتبر هيتر عضوا في الأكاديمية الأمريكية للتمريض، وعضو الجمعية الملكية للفنون وأيضاً عضو في الأكاديمية الأوروبية للتمريض والعلوم. ولقد شارك في عدة لجان علمية دولية منها المؤتمر الملكي لبحوث التمريض(2010 و 2011)، المؤتمر الدولي للتمريض (2011) ومؤتمر الرابطة العالمية للجنس (2011).

## بيبلوجرافيا
لدى هيتر 105 منشور مدرجة على موقع سكوباس و التي تم الاستشهاد بها أكثر من 1000 مرة، و لقد تم منحه فهرس-إتش. أما أهم ثلاث مقالات له تم الاستشهاد بهم:
- "A systematic review of silver-releasing dressings in the management of infected chronic wounds". Journal of Clinical Nursing. ج. 17 ع. 15: 1973–1985. 2008. DOI:10.1111/j.1365-2702.2007.02264.x. PMID:18705778.
- "The effectiveness of silver-releasing dressings in the management of non-healing chronic wounds: a meta-analysis". Journal of Clinical Nursing. ج. 18 ع. 5: 716–728. 2009. DOI:10.1111/j.1365-2702.2008.02534.x. PMID:19239539.
- "Structured review: evaluating the effectiveness of nurse case managers in improving health outcomes in three major chronic diseases". Journal of Clinical Nursing. ج. 18 ع. 21: 2978–2992. 2009. DOI:10.1111/j.1365-2702.2009.02900.x. PMID:19747197.

## روابط خارجية
- الموقع الرسمي
- Google Scholar
- ResearcherID
- المدخلة على هوية مفتوحة للباحثين والمساهمين